# アロイシア・カールフーバー
アロイシア・カールフーバー（Aloisia Karlhuber、1907年5月19日 - 2017年7月21日）は、オーストリアのスーパーセンテナリアン。オーストリア・アムシュテッテン郡在住だった長寿の女性。存命時には氏名非公表、アンナ・メドウェニチに次いで3番目に高齢の人物だった。

## 人物
1907年5月19日、ニーダーエスターライヒ州・アムシュテッテン郡に生まれる。1913年に父親の仕事の都合から引っ越したが、14歳の頃に戻る。仕立て業に専念し、引退までその職に就いていた。1934年にドライバーのカール・カールフーバーと結婚し、1938年にガートルード、1940年にヘルタ、1942年にマキシ、1944年にカールと4人の子供を産む。マキシは肺炎で1歳の誕生日を迎える直前に死去する。
夫のカールは1961年に死去し、その後2007年8月に老人ホームに引っ越す。末っ子のカール・ジュニアは2015年に70歳で死去した。
2017年7月21日に死去。110歳63日没。当時は2人の子供が存命中で、その他にも25人を超える孫がいた。